# 51824 Mikeanderson
Mikeanderson (asteróide 51824) é um asteróide da cintura principal, a 2,6814745 UA. Possui uma excentricidade de 0,1079239 e um período orbital de 1 903,5 dias (5,21 anos).
Mikeanderson tem uma velocidade orbital média de 17,17935504 km/s e uma inclinação de 9,74747º.
Foi batizado em homenagem ao astronauta Michael Anderson.